# Fürst

A coroa de Fürsten utilizada na heráldica, é que é posto acima do brasão de armas, para indicar um principado. A coroa de Fürsten, por vezes, é colocada, juntamente com um manto, o que não é sempre encontrada em um brasão de armas de uma Fürstenhaus ("casa principesca"); estes adornos não eram parte do formal dos protocolos de armorial, mas, simplesmente, heráldico.

Barrete utilizado na heráldica de um Fürsten Mediatizado.

Fürst (pronúncia em alemão: [ˈfʏʁst] (escutarⓘ), forma feminina Fürstin e no plural Fürsten; a partir do alto-alemão antigo furisto "o primeiro", uma tradução do latim princeps) é uma palavra alemã para um governante e é  também um título principesco. Fürsten foram, desde a Idade Média, os membros da mais alta nobreza , que governaram os estados do Sacro Império Romano-Germânico e mais tarde seus antigos territórios, sob a autoridade do cáiser (Kaiser) (imperador romano-germânico) ou do König (rei). Um Príncipe do Sacro Império Romano foi um governante soberano, monarca, de um Estado Imperial que estava sujeito ao Imperial Imediatismo nos limites do Sacro Império Romano. O território governado é conhecido em alemão como um Fürstentum (principado), a referida  dinastia familiar como uma Fürstenhaus (Casa Principesca), e os descendentes (não-reinante) de um Fürst eram titulados e referidos como Prinz (príncipe) ou Prinzessin (princesa).
No português é usado o termo Príncipe para ambos os conceitos. Baseado no alfabeto de línguas latinas (francês, italiano, romeno, espanhol) também empregam um único termo, considerando que o holandês , bem como as línguas escandinavas e eslavas (russo, polonês, sérvio, etc.) usam separado, em termos semelhantes aos usados em alemão (ver knyaz para os últimos).
Desde a Idade Média, o alemão designa o título Fürst a:
- os mais altos membros da nobreza que governou o Sacro Império Romano-Germânico sob a decisão do Cáiser (Imperador Romano-Germânico) ou König (Rei)[2]
- membros da nobreza acima do rank do Graf (Conde genérico), mas abaixo de Herzog (Duque);[2]
- um governante, monarca.[2]

## Uso do título na Alemanha

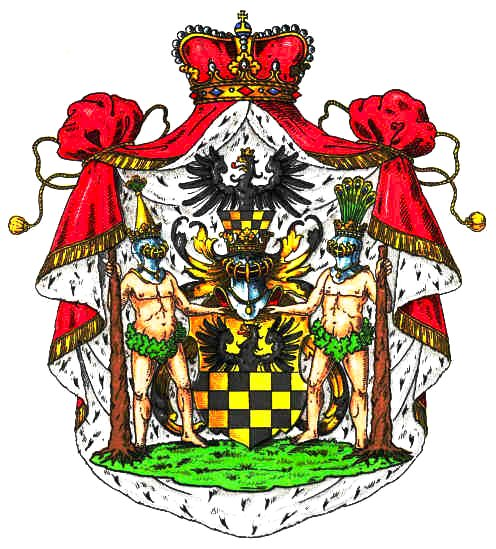
Fürst von Putbus, armas com um manto e coroa de Fürsten.

Fürst von Liechtenstein,brasão de armas com um barrete d Fürsten mediatização.

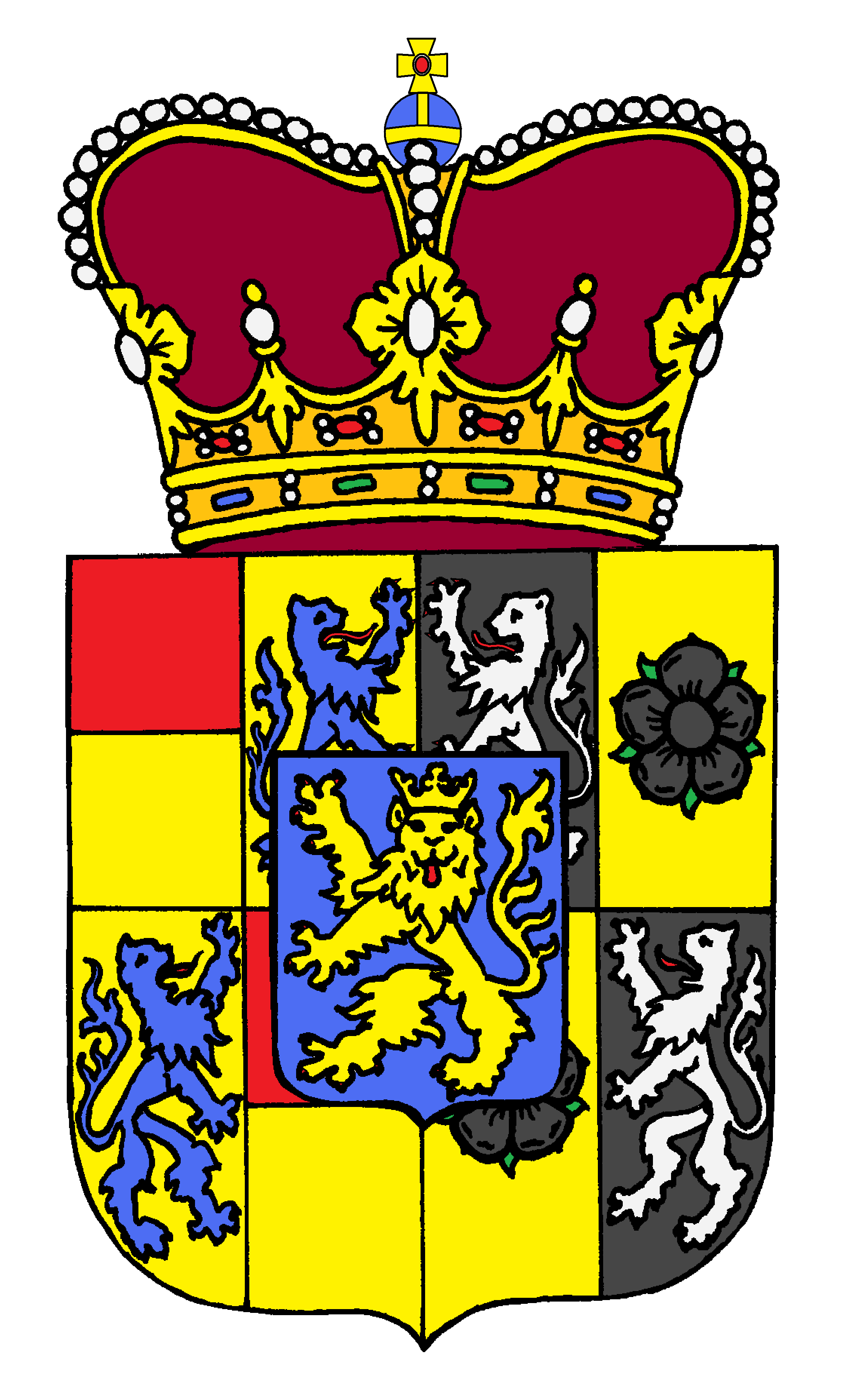
Fürst von Schwarzburg, armas com um barrete de Fürsten.

O título Fürst (forma feminina Fürstin, feminino plural Fürstinnen) é usado para os chefes de casas principescas de origem germânica (em alemão uma Fürstenhaus). A partir do final da Idade Média refere-se a qualquer vassalo do Imperador Romano-Germânico governando através de uma imediatidade imperial. A menos que ele também detivesse um título de nível superior, como o de Grão-Duque ou Rei, ele era reconhecido pela fórmula  "Fürst von + [origem geográfica da dinastia]", ou pela fórmula "Fürst zu + [nome do território que governa]". Estas formas podem ser combinadas, como em "...von und zu Liechtenstein".
O rank do detentor do título é determinado não pelo título em si, mas pelo seu grau de soberania, do rank de seu suserano, ou a idade da família principesca (observe os termos Uradel, Briefadel, altfürstliche, neufürstliche ver nobreza alemã). O Fürst (Príncipe) classificado abaixo do Herzog (Duque) na hierarquia do Sacro Império, mas os príncipes não necessariamente estavam abaixo dos duques não-alemães em outras partes da Europa. Da mesma forma, o estilo normalmente associado com o título de Fürst no período pós-medieval da Europa, Durchlaucht (traduzido como "Alteza Serena"), foi considerado inferior ao Hoheit ("Alteza") na Alemanha, embora não em França.
Os atuais governantes soberanos do Principado de Liechtenstein ostentam o título de Fürst e o título também é usado em alemão quando referir-se aos príncipes de Mônaco. Os governantes hereditários dos principados da Bulgária, Sérvia, Montenegro e Albânia também foram citados em alemão como Fürsten antes de assumirem o título de "Rei" (König).

## Outros usos em língua alemã
Fürst é usado, em geral, em alemão para se referir a qualquer governante, como um rei, um duque ou um Fürst em sentido amplo (como no livro O Príncipe de Nicolau Maquiavel). Antes do século XII, os condes foram também incluídos neste grupo, de acordo com sua utilização no Sacro Império Romano-Germânico, e em alguns contextos históricos ou cerimoniais, o termo Fürst podia estender-se a qualquer senhor.
Os descendentes de um Fürst quando o título não fosse restringido por patente ou personalizado para os homens na primogenitura, era distinto do título do chefe da família utilizado pelo prefixo Prinz ("Príncipe", do latim Princeps, feminino Prinzessin).
Um nobre de uma família não dinástica, por exemplo, que nunca reinou ou foi mediatizado, pode também ser um Fürst pelo soberano, caso em que o beneficiário e seus herdeiros são considerados titulares ou nominalmente príncipes, desfrutando apenas do título  principesco honorário. Em famílias assim, elevada ao título principesco (geralmente como recompensa por serviços militares, políticos, etc), ou após o século XVIII, os cadetes muitas vezes mantinham apenas o título de Conde (Graf), como Bismarck, Hardenberg, Eulenberg), mas em alguns casos, o título de Fürst foi compartilhado igualmente por todos os homens da linha de descendentes masculinos do beneficiário original (por exemplo: as famílias de Wrede, Hohenberg e Urach).

## Títulos derivados
Vários títulos foram derivados a partir do termo Fürst:
- Reichsfürst (Príncipe do Império) era o principe governante de um território do Sacro Império Romano-Germânico. Ele tinha direito a voto, individualmente (Virilstimmen) ou como membro de uma unidade de votação (Curiatstimmen), na Dieta Imperial (Reichstag). Reichsfürst também foi usado genericamente para qualquer governante que votasse em qualquer das duas câmaras superiores do Reichstag, o Colégio Eleitoral (Kurfürstenrat) ou do Colégio de Príncipes (Fürstenrat): Seu título específico poderia ser Rei, Grão-duque (em alemão:  Großherzog), Duque (em alemão:  Herzog), Marquês (em alemão:  Markgraf), Conde (em alemão:  Landegraf, conde palatino (Pfalzgraf), Burgrave, Príncipe Imperial (Reichsfürst) ou Conde Imperial (Reichsgraf). Normalmente estava incluído neste grupo estavam os reichsständisch Personalisten, príncipes imperiais e condes de territórios pequenos que não preenchiam o critério de votação de Fürstenrat com um membro de um Estado Imperial (Reichsständ), mas cuja família tinha o direito a voto reconhecido pelo imperador. Oficialmente, um Príncipe  da Igreja (Kirchenfürst) que votasse como príncipe-eleitor ou como Príncipe do Colégio, junto com outros titulares principescos (nobres com um título honorário hereditário de príncipe concedido por um imperador que, no entanto, não eram reichsständisch,  sem voto no Fürstenrat) poderia ser referido como um 'Reichsfürsten.
- Kirchenfürst (Príncipe da Igreja) era um oficial eclesiástico e um príncipe, como os príncipes-bispos, príncipes-abades ou grãos-mestres de ordens militares cristãs.
- Landesfürst (Príncipe da Terra) é um príncipe Chefe de Estado, i.e. não somente um príncipe titular. A Land era a entidade geopolítica de um feudo, sendo independente ou não. O termo é às vezes traduzido como em estados limítrofes em uma união pessoal (p.ex., o Eleitorado de Hanôver e o Reino Unido da Grã-Bretanha e Irlanda) juntos governados por um mesmo governante com um Landesfürst em cada reino sob diferentes títulos e constituições, como os imperadores& Habsburgos que possuíam diferentes estilos em cada Kronland ('Terra da Coroa').
- Kurfürst (Príncipe-eleitor) era um príncipe do Sacro Império Romano-Germânico com direito a voto na eleição do Imperador Romano-Germânico, conforme designado pela Bula Dourada de 1356 ou elevado ao status subsequentemente. Originalmente, apenas sete príncipes possuíam esse direito, dos quais quatro eram seculares e três eclesiásticos.Esta prerrogativa conferida aos seus titulares é inferior apenas à do imperador, independentemente do título específico atribuído ao príncipe eleitor.Kur (antes Chur) é derivado de kur / küren, "a escolher". Propriamente um oficial do império cujo status era superior ao de titulados hereditariamente, durante o de facto longo reinado da  Casa de Habsburgo. Os eleitorados eram menos distinguidos de outros príncipes imperiais por seu direito de escolher um imperador do que pelo direito de transmitir o feudo associado ao cargo a um único herdeiro por primogenitura, originalmente desconhecido na Alemanha, em vez de dividir terras entre descendentes em múltiplos apanágios, permitindo a manutenção do território do eleitor e seu poder.
- Großfürst (Grão-príncipe) era um título raro em terras de língua alemã, e foi usado principalmente para traduzir títulos carregados por governantes fora do Sacro Império Romano (por exemplo, Rússia, Toscana). Em 1765, a imperatriz Maria Theresa proclamou a província húngara da Transilvânia como um "Grão-Principado" (Großfürstentum Siebenbürgen), quando ele tornou-se um dos títulos do Imperador da Áustria em 1804.
- Fürstprimas (Príncipe Primaz) referido o chefe de estados membros da napoleônica Confederação do Reno estabelecida em 1806, e chefiada pelo então  Arcebispo-Eleitor de Mainz, Karl Theodor Anton Maria von Dalberg. Atualmente esse é um raro título episcopal: acima do elevado Esztergom (Gran) Arcebispo, Christian August of Saxe-Zeitz, para o príncipe imperial em 1714, e seus sucessores possuídores do título de Príncipe Primaz (em húngaro:  hercegprímás) até o momento. Os arcebispos de Salzburg continuam a utilizar o título de Primas Germaniae ;embora sua diocese esteja localizada na Áustria.

## Origens e cognatos
A palavra Fürst designa a cabeça (o "primeiro") de um governantes de uma casa real, ou o chefe de um ramo cadete. O "primeiro" se origina da antiga Germânia,  quando o primeiro era o líder na batalha.
Vários cognatos da palavra Fürst existem em outras línguas europeias (ver lista extensa sob Príncipe), às vezes apenas usada para um governante principesco. Derivado do latim princeps (ironicamente, um título republicano no direito romano, que nunca reconheceu formalmente um estilo monárquico para o executivo Chefe de Estado mas nominalmente mantidos pelos cônsules como chefe do colégio de magistrados) é usado para uma casta gama em alguns idiomas (por exemplo, holandês e frísio, onde um governante é normalmente chamado de vorst (frísio foarst), mas um príncipe de sangue é sempre com o estilo prins; e no islandês onde fursti é um governante, e um príncipe de sangue real é prins (nestas línguas não são utilizadas maiúsculas na escrita de títulos, a menos, claro, que eles ocorrem, como a primeira palavra de uma frase)), enquanto em outros idiomas somente um princeps derivada palavra é utilizada para ambos independentemente (por exemplo, português usa príncipe para ambos). Em qualquer caso, o original (alemão ou outros) termo também pode ser usado.